# Tom Scott
Thomas Wright "Tom" Scott (19 de mayo de 1948) es un saxofonista, compositor, arreglista y director musical estadounidense, conocido por su papel de líder del grupo de jazz L.A. Express.

## Biografía
Scott nació en Los Ángeles (California). Es hijo del compositor cinematográfico Nathan Scott, que aparece en más de 850 créditos de televisión y en más de 100 películas como compositor y conductor.
El trabajo más conocido de Scott son los temas musicales de series de televisión de la década de 1970 y de 1980 como Starsky and Hutch y The Streets of San Francisco, así como su colaboración en el éxito de Wings «Listen to What the Man Said». En 1982, Scott colaboró con Johnny Mathis para escribir y grabar dos versiones de «Without Us», el tema de la sitcom de los años 80 Family Ties. Su versión del tema de Jefferson Airplane «Today» fue sampleado en el éxito de Pete Rock & CL Smooth «They Reminisce Over You (T.R.O.Y.)». En Filipinas, su éxito más conocido es «Keep This Love Alive», extraído del álbum homónimo y con voz de David Pack.
La carrera profesional de Scott comenzó en su adolescencia como líder del grupo de jazz Neoteric Trio, y luego como músico de sesión. Tiene docenas de grabaciones en solitario por las cuales obtuvo hasta trece nominaciones a los Grammy, tres de los cuales llegó a ganar. También aparece en los créditos de numerosas películas y series de televisión, incluyendo en la composición y dirección de la banda sonora de la película Conquest of the Planet of the Apes, y apareció en discos de artistas tan diversos como George Harrison, the Beach Boys, the Grateful Dead, Paul McCartney, Steppenwolf, Rod Stewart Whitney Houston, Barbra Streisand, Joni Mitchell, Blondie, Eddie Money, Steely Dan, Pink Floyd, Quincy Jones, Carole King, Olivia Newton-John y Frank Sinatra.
Produjo dos álbumes del vocalista Daniel Rodríguez, el primero de ellos, The Spirit of America, ha vendido más de 400 000 copias hasta la fecha. Scott es también miembro de Les Deux Love Orchestra y ha conducido más de treinta orquestas sinfónicas en los Estados Unidos como director musical de Rodriguez.
Scott fue también miembro fundador de The Blues Brothers Band, a pesar de su ausencia en sus dos películas, The Blues Brothers y Blues Brothers 2000. Según el relato de Bob Woodward en la biografía de John Belushi, Wired, Scott dejó el grupo después de una disputa salarial en 1980. Sin embargo, se reunió con Dan Aykroyd en 1988 para grabar varios temas para la película The Great Outdoors.

## Discografía
Como líder
- The Honeysuckle Breeze (Impulse!, 1967)
- Rural Still Life (Impulse!, 1969)
- Hair to Jazz, 1970
- Paint Your Wagon, 1971
- Great Scott, 1972
- New York Connection, 1975
- Blow It Out, 1977
- Intimate Strangers 1978
- Street Beat, 1979
- Apple Juice (live), 1981
- Desire, 1982
- Target, 1983
- One Night – One Day, 1985
- Streamlines, 1987
- Flashpoint, 1988
- Them Changes 1990
- Keep This Love Alive, 1991
- Born Again, 1992
- Reed My Lips, 1994
- Night Creatures, 1995
- Toy Story 2: An Original Walt Disney Records Soundtrack, 1999
- New Found Freedom, 2002
- Bebop United, 2006
- Cannon Reloaded, 2008

Con The L.A. Express
- Tom Scott and the L.A. Express (Ode, 1973)
- Tom Cat (Ode, 1974)
- Bluestreak (GRP, 1997)
- Smokin' Section (Windham Hill Jazz, 1999)

Con The Blues Brothers
- Briefcase Full of Blues, 1978
- Made in America, 1980
- Best of the Blues Brothers, 1981
- Dancin' Wid Da Blues Brothers, 1983
- Everybody Needs the Blues Brothers, 1988
- The Definitive Collection, 1992
- The Very Best of The Blues Brothers, 1995
- The Blues Brothers Complete, 2000
- The Essentials, 2003

Con Don Ellis
- Don Ellis Orchestra 'Live' at Monterey! (Pacific Jazz, 1966)
- Live in 3⅔/4 Time (Pacific Jazz, 1967)
- Pieces of 8 (2006)

Con Richard "Groove" Holmes
- Welcome Home (World Pacific Jazz, 1968)
- Six Million Dollar Man (Flying Dutchman, 1975)

Con Alphonse Mouzon
- The Man Incognito (1975)

Con Oliver Nelson
- Live from Los Angeles (Impulse!, 1967)
- Soulful Brass con Steve Allen (Impulse!, 1968)

Con Bill Plummer
- Cosmic Brotherhood (1968)

Con Howard Roberts
- The Magic Band - Live at Dontes (1998)
- The Magic Band - Vol 2 (1998)

Con Lalo Schifrin
- Che! (Tetragrammaton, 1969)
- Rock Requiem (Verve, 1971)

Con Gábor Szabó
- Light My Fire con Bob Thiele (Impulse!, 1967)
- Macho (Salvation, 1975)

Con Bob Thiele Emergency
- Head Start (Flying Dutchman Records, 1969)

Con Carole King
- Jazzman (Jazzman Records, 1974)